# John Amadu Bangura
John Amadu Bangura (* 8. März 1930 in Kalangba; † 29. März 1970 in Freetown) war ein zwischen 1968 und 1970 hochrangiger Militär und 1968 vier Tage lang, gemeinsam mit Patrick Conteh, Staatsoberhaupt von Sierra Leone.
Bangura übernahm mit Conteh und deren Anti-corruption Revolutionary Movement (ACRM) am 18. April 1968 die Macht und beendete eine lange Phase von Putschen. Er hatte das Amt des General-Gouverneur inne, ehe er die Macht am 22. April 1968 einer zivilen Regierung unter Banja Tejan-Sie als Generalgouverneur und Siaka Probyn Stevens als Premierminister übergab.